# Nandor Kuti
Nandor Kuti (Sfântu Gheorghe, 10 gennaio 1997) è un cestista rumeno.

## Carriera
Con la Romania ha disputato i Campionati europei del 2017.

## Palmarès
- Campionato rumeno: 3

U Cluj: 2016-17, 2020-21, 2022-23
- Coppa di Romania: 5

U Cluj: 2016, 2017, 2018, 2020, 2023
- Supercoppa di Romania: 2

U Cluj: 2021, 2022